# Теннис на летних Олимпийских играх 1908
На летних Олимпийских играх 1908 года в Лондоне в теннисе было разыграно 6 комплектов наград. Соревнования в закрытом помещении проводились впервые, в качестве отдельных дисциплин. Был возвращён в программу Олимпийских игр женский теннис, но только в одиночном разряде. Всего приняло участие 50 спортсменов (40 мужчин и 10 женщин), представлявших 10 стран. 5 стран впервые прислали своих теннисистов на Олимпийские игры. Двое спортсменов, Лес Пойдевин и чемпион Уимблдона Энтони Уилдинг должны были представлять Австралазию, но из-за административных проволочек не смогли попасть на турнир.
Соревнования на открытом воздухе (тогда чаще называемые лаун-теннисом) проводились на кортах Всеанглийского клуба лаун-тенниса и крокета в Уимблдоне. Соревнования в закрытом помещении (собственно теннис) прошли в Квинс Клабе (англ. Queen's Club) в Западном Кенсингтоне, где также проходили соревнования по жё-де-пому и рэкетсу, родственными с теннисом видами спорта. Интересно, что в соревнованиях по теннису в помещении в Лондоне участвовали только британские и шведские спортсмены.
Британцы выиграли 15 из 18 разыгранных медалей, в т. ч. все 6 золотых. Двукратным олимпийским чемпионом Лондона стал Артур Гор. 
Реджинальд Дохерти выиграл свою третью золотую олимпийскую награду после двух, выигранных 8 годами ранее в Париже. До сих пор Дохерти остаётся единственным мужчиной, выигравшим 3 золотые олимпийские медали в теннисе. Среди женщин этого в 2008 году добилась американка Винус Уильямс.

## Медалисты

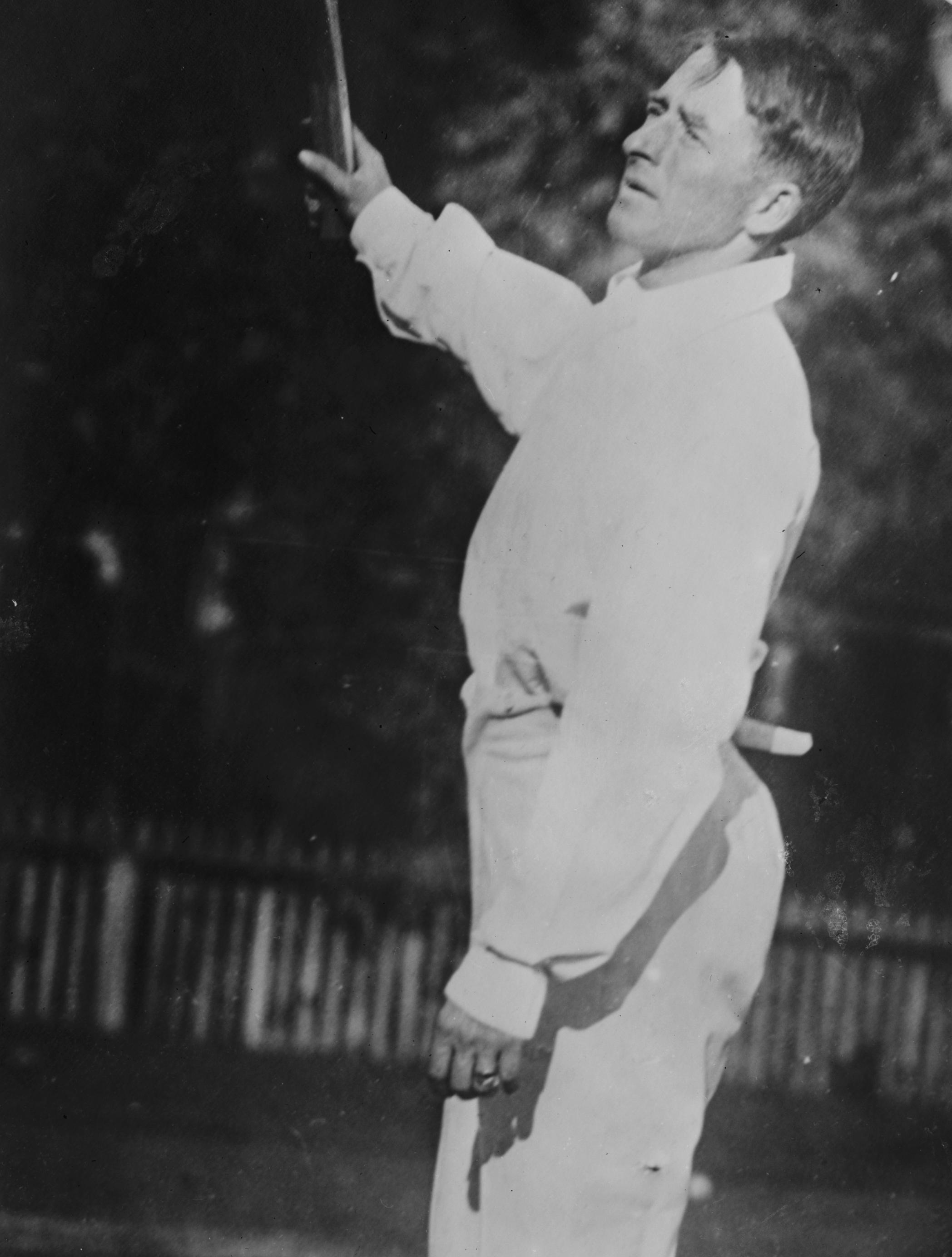
37-летний Джозия Ричи выиграл в Лондоне по одной награде каждого достоинства

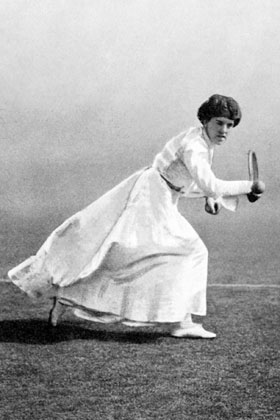
Доротея Ламберт-Чамберс выиграла золото в одиночном разряде на воздухе

| Категория                              | Золото                                               | Серебро                                           | Бронза                                          |
| -------------------------------------- | ---------------------------------------------------- | ------------------------------------------------- | ----------------------------------------------- |
| Мужчины, одиночный разряд              | Мейджор Ричи Великобритания                          | Отто Фройцхайм Германия                           | Уилберфорс Ивс Великобритания                   |
| Мужчины, парный разряд                 | Великобритания · Джордж Хиллъярд · Реджинальд Доэрти | Великобритания · Мейджор Ричи · Джеймс Сесил Парк | Великобритания · Клемент Казале · Чарльз Диксон |
| Мужчины, одиночный разряд, в помещении | Артур Гор Великобритания                             | Джордж Каридия Великобритания                     | Джозия Ричи Великобритания                      |
| Мужчины, парный разряд, в помещении    | Артур Гор Герберт Баррет Великобритания              | Джордж Каридия Джордж Саймонд Великобритания      | Вольмар Бустрём Гуннар Сеттерваль Швеция        |
| Женщины, одиночный разряд              | Доротея Ламберт-Чамберс Великобритания               | Дора Бутби Великобритания                         | Рут Уинч Великобритания                         |
| Женщины, одиночный разряд, в помещении | Гвендолин Истлейк-Смит Великобритания                | Элис Грин Великобритания                          | Мерта Адлерстроле Швеция                        |

## Страны
50 участников представляли 10 стран.
- Австрия (3)
- Богемия (4)
- Канада (3)
- Франция (1)
- Германия (5)
- Великобритания (22)
- Венгрия (3)
- Нидерланды (2)
- Южная Африка (3)
- Швеция (4)

## Медальный зачет

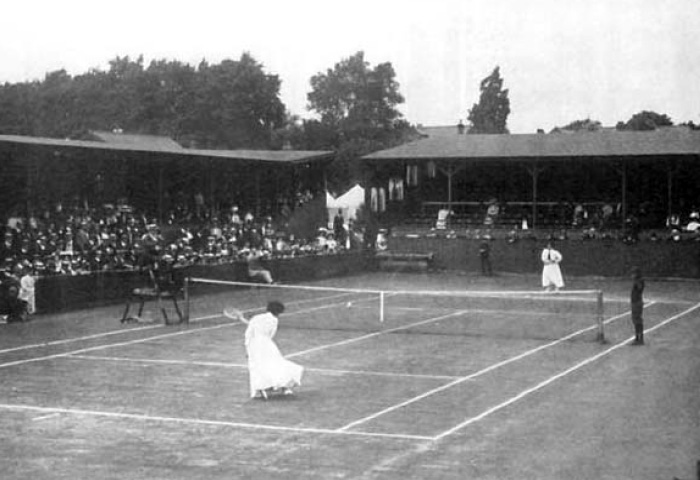
Женский финал.

| Место | Страна               | Золото | Серебро | Бронза | Всего |
| ----- | -------------------- | ------ | ------- | ------ | ----- |
| 1     | Великобритания (GBR) | 6      | 5       | 4      | 15    |
| 2     | Германия (GER)       | 0      | 1       | 0      | 1     |
| 3     | Швеция (SWE)         | 0      | 0       | 2      | 2     |